# Крузе, Август фон
Генерал-лейтенант Август фон Крузе (1779, Висбаден – январь 1848, Сельтер) — военачальник армии государства Нассау, участник битвы при Ватерлоо в качестве начальника военного контингента Нассау в составе армии герцога Веллингтона.

## Биография
Август фон Крузе родился в Висбадене в 1779 году в дворянской семье. Его отец, Карл Фридрих фон Крузе (1737-1806), государственный чиновник в государстве Нассау-Уизенген, написал несколько книг по земледелию, ведению домашнего хозяйства, и политике, в том числе «Lehrbegriffs der Landwirtschaft und Haushaltungskunste» для школ Нассау в 1780 году и «Wahren Darstellung der grossen französichen Staatsrevolutions» в 1790 году, которые выдержали несколько изданий. Его супругу звали Филиппина Катарина, урождённая фон Битбург; Август фон Крузе был их единственным сыном.
Вопреки желанию отца, в возрасте 17 лет Август фон Крузе поступил на военную службу. В течение семи лет он служил в армии принца Брауншвейг-Люнебургского, а в 1803 года  получил чин капитана в Нассау-Вейльбургской армии. В то время вся армия этого княжества состояла из двух пехотных рот. С присоединением княжества Нассау-Вейльбург к собственно Нассау, численность армии значительно возросла, и фон Крузе получил в ней звание майора. Будучи в этот период государством-сателлитом Франции, Нассау поддерживала Наполеона в прусской кампании 1806 года. К концу кампании фон Крузе был произведен в подполковники.

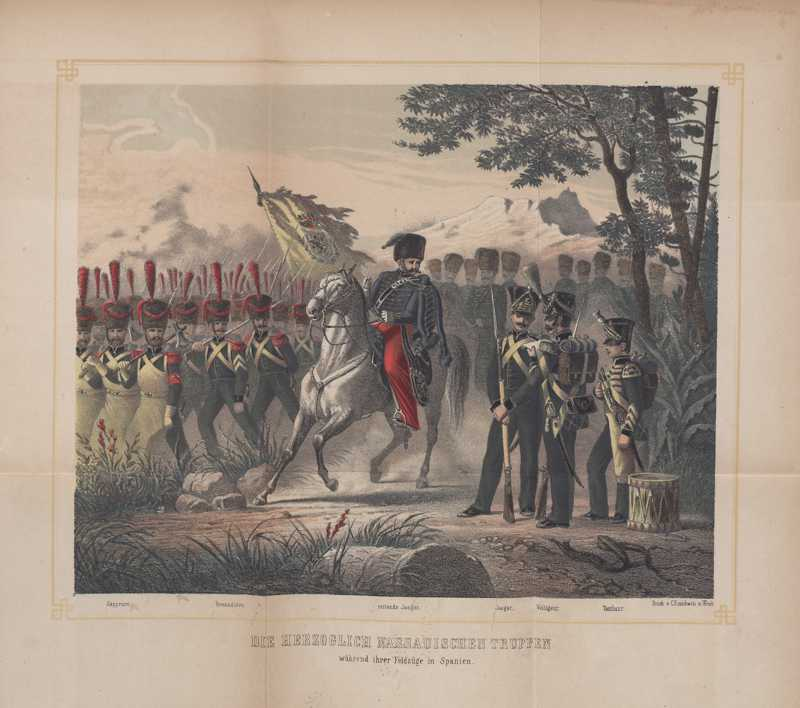
Филипп фон Рёслер. Войска Нассау в Испании.

Летом 1808 года Крузе возглавил 2-й пехотный полк Нассау, который был отправлен сражаться на стороне французов в Испанию в войне против испанцев и англичан. 13 октября 1808 года полк перешел испанскую границу. Всего полк фон Крузе участвовал в 42 больших и мелких сражениях, в том числе в битве при Витории 21 июня 1813 года. 10 декабря 1813 года, когда Наполеон уже потерпел ряд решительных поражений в Германии, фон Крузе в Испании получил секретную депешу от своего сюзерена, герцога Нассау, принца Оранского, покинуть французов и присоединиться к британским войскам. Выполняя приказ, фон Крузе со своим полком, произведя манёвр, покинул расположение французских войск и присоединился к британским. Это предательство по очевидным причинам, было воспринято французами крайне негативно.
В 1815 году, во время Ста дней, Август фон Крузе возглавил военный контингент Нассау, присланный в англо-нидерландскую армию герцога Веллингтона для войны против Наполеона. В то время он был уже генералом, а контингент Нассау представлял собой пехотный полк, состоявший из 2 752 солдат.
Согласно распространённой легенде, перед сражением при Ватерлоо Веллингтон сказал Крузе «Я надеюсь, генерал, что ваши действия сегодня, когда вы сражаетесь за меня, будут также хороши, как и в Испании, когда вы сражались против». Контингент Нассау действительно неплохо проявил себя в сражении, благодаря чему попал в большинство посвящённых сражению исторических работ, а благодаря своей характерной форме — и на картины нескольких художников.
Генерал-лейтенант Август фон Крузе вышел в отставку в 1822 году, и получил от владетельного герцога в благодарность за службу земельное владение площадью 58 гектаров около Айзенбаха. Там Крузе проявил себя как новатор, активно экспериментировал с новыми методами разведения крупного рогатого скота и другими новшествами в области сельского хозяйства, а свои выводы неоднократно публиковал.
Август фон Крузе был женат на баронессе Генриетте фон Дунгерн, которая умерла в 1873 году. Оба они похоронены на территории собственной усадьбы.

## Награды

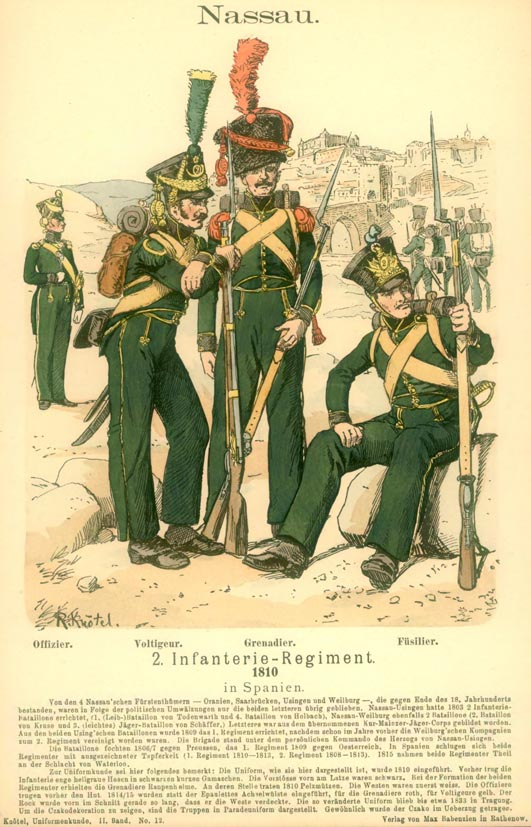
Рихард Кнётель. Войска Нассау в Испании.

Среди наград Августа фон Крузе были русский орден Святой Анны, французский орден Почётного легиона, нидерландский военный орден Вильгельма и серебряная медаль памяти сражения при Ватерлоо герцогства Нассау.